# Bădeni (okręg Harghita)
Bădeni (węg. Bágy) – wieś w Rumunii, w okręgu Harghita, w gminie Mărtiniș. W 2011 roku liczyła 199 mieszkańców.